# 류재준
류재준(1970년 ~)은 대한민국의 작곡가이다. 그의 대표곡은 첼로협주곡, 진혼교향곡 등이 있으며 독주곡에서부터 교향곡까지 다양한 편성의 곡들을 작곡하였다. 아르토 노라스, 일리야 그린골츠, 요하네스 모저, 미쉘 레티엑, 일리야 라쉬코프스키, 백주영, 김소옥 등 다양한 연주자들과 교류하며 작곡활동을 펼치고 있는 그는 현재 서울국제음악제 음악감독, 앙상블오푸스 음악감독을 맡고 있다.

## 생애
작곡가 류재준은 현대고등학교를 졸업하고 서울대학교 음악대학 작곡과와 크라코프 음악원을 졸업하였으며 작곡가 크시스토프 펜데레츠키를 사사하였다.
2004년 폴란드의 오디오아트페스티벌에서 발표한 ‘타악기를 위한 파사칼리아 '를 시작으로 바이올린 협주곡 1번, 진혼교향곡 등을 발표하며 작곡가 본인만의 독자적인 작품세계를 구축하기 시작하였다.
이후 2009/2010 서울국제음악제 예술감독 역임, 2010년 핀란드 난탈리 페스티벌과 독일 메클렌부르크 페스티벌에 상주 작곡가로 초청되었으며 이후 2011-2012년 폴란드 고주프 필하모닉 오케스트라 상임작곡가를 역임하였다. 그의 작품 중 진혼교향곡과 바이올린 협주곡은 낙소스 인터내셔널에서, 바이올린 소나타 봄은 텔로스에서 출반 되었으며 아르토 노라스, 제라드 뿔레, 랄프 고토니, 리-웨이 친, 상하이 콰르텟, 크리스티안 알텐부르거, 엘리나 베헬레, 닝 펑, 그레고리 노박, 오코 카무, 피오트르 보르코브스키, 일리야 그린골츠, 미쉘 레티엑, 요하네스 모저 등의 연주자들이 그의 작품을 초연 및 연주하였다. 헬싱키 음악당, 카도간홀, 베르디홀, 바르샤바 필하모닉 콘서트홀 등 주요 연주회장에서 런던 로얄 필하모닉 오케스트라, 프랑스 칸 오케스트라, 헬싱키 필하모닉 오케스트라, 폴란드 국립방송교향악단 등의 오케스트라 및 음악단체가 연주하였다. 2015년 폴란드 글로리아 아르티스 상을 수상하였으며, 현재 작곡가이자 서울국제음악제 음악감독, 앙상블오푸스 음악감독으로 활동 중이다.

## 경력

### 교향악
2008년 류재준은 20세기의 한국을 이뤄낸 전(前) 세대에게 바치는 진혼교향곡(Sinfonia da Requiem per soprano, choral ed orchestra)을 발표하였다. 2008년 3월 5일 폴란드 베토벤페스티벌의 특별 개막작으로 폴란드 바르샤바 국립 필하모니아 홀에서 폴란드 국립방송교향악단, 크라쿠프 국립라디오 합창단, 카메라타 실레지아 합창단의 연주로 초연된 이 작품은 4개의 악장으로 이루어진 교향곡이다. 폴란드, 영국, 한국 등 세계 각지에서 연주되며 많은 호평을 받았다.
오페라 서곡 “장미의 이름”(Overture “Il nome della rosa) 은 2010년 발표한 작품으로 움베르토 에코의 유명한 소설인 “장미의 이름”을 원작으로 한 오페라의 서곡이다. 연주시간은 13분 내외이며 다채로운 관현악법이 특징이다.
2015년 발표한 현을 위한 신포니에타(Sinfonietta per archi)는 진혼교향곡, 바이올린 협주곡에서 보여주었던 강렬한 테마의 도입과 클라리넷 오중주에서 시도하였던 다양한 푸가 기법을 궁극적으로 용해한 작품이다. 2015년 11월 1일 서울 예술의전당 콘서트홀에서 세계초연되었다.

### 협주곡
2006년 제13회 라보라토리 현대음악제 의 위촉으로 발표된 바이올린협주곡(Concerto per violino ed orchestra) 은 2006년 12월 3일 폴란드 바르샤바의 비톨드 루토스와브스키 홀에서 초연되었으며,바이올리스트 김소옥과 피오트르트 보르코프스키가 지휘하는 포들라지에 오페라&필하모닉 오케스트라의 연주로 초연되었다. 2015년 화려하면서도 아름다운 선율을 통해 바이올린의 기교를 마음껏 선보일수있는 카덴차를 추가하여 개정하여 제2개정판으로 출판되었다.
류재준의 첼로 협주곡(Concerto per violoncello ed orchestra no.2)는 낭만주의적인 작곡가의 어법이 두드러지는 곡으로, 첼리스트 아르토 노라스에게 헌정된 작품이다. 2010년 6월 30일 핀란드 난탈리 페스티벌, 난탈리 교회에서 첼리스트 아르토 노라스, 서울 바로크합주단, 랄프 고토니의 지휘로 초연되었으며, 제 2차 개정판이 2011년 첼리스트 아르토 노라스, 프랑스 칸오케스트라에 의해 연주되었다. 앞선 2번의 개정 후 첼로 협주곡에 대해 깊은 애정을 가지고 있던 아르토 노라스와의 협업을 통해 제 3차 개정판이 2015년 출판되었으며, 2016년 3월 10일 지휘자 오코 카무의 지휘로 첼리스트 아르토 노라스, 핀란드 라티오케스트라가 핀란드 시벨리우스홀에서 연주되었다.
앞선 협주곡들과는 다르게 다악장으로 쓰여진 마림바협주곡(Concerto per marimba ed orchestra)은 2015년 11월29일 대한민국 서울 예술의전당 콘서트홀에서 랄프 고토니의 지휘하에 서울바로크합주단과 마림비스트 한문경의 협연으로 세계초연 하였다.

### Chamber work
한국페스티벌앙상블에서 위촉한 작품인 초여름(Early Summer Trio)은 바이올린, 첼로, 피아노 트리오를 위한 곡으로 2009년 6월 초연되었다. 이후 2012년 발표한 마림바와 현악 4중주를 위한 5중주는 2002년 타악기를 위한 파사칼리아이후 10년만에 타악기를 독주악기로 사용하는 작품으로 앙상블오푸스의 위촉으로 작곡되었다. 2012년 초연이후 상하이콰르텟과 한문경이 함께 연주하였다.
바이올린과 비올라 편성의 베를린 힌데미스 페스티벌에서 위촉, 초연된 세개의 마드리갈(Tre Madrigal per violino e viola)은 2013년 초연 이후 2014년 카잘스페스티벌 인 코리아 공연을 위해 바이올린과 첼로, 클라리넷의 편성으로 다시 작곡된 곡이다. 3개의 마드리갈로 구성된 작품으로 연주시간은 13분 내외이다. 앞선 마림바와 현악 4중주를 위한 5중주에 이어 두번째 5중주곡인 클라리넷을 위한 목관 오중주(Quintetto per clarinetto e string Quartet)는 앙상블오푸스의 정기연주회를 위해 작곡된 곡으로 2015년 3월 서울 예술의전당에서 백주영, 김다미, 이한나, 김민지, 김 한에 의해 초연되었으며, 한국 및 프랑스등에서 연주되었다.

### Sonatas and solo
타악기를 위판 파사칼리아(Passacaglia per percussion)는 2002년 타악기 연주자 김영윤의 위촉으로 작곡된 작품으로 마림바와 비브라폰, 실로폰 등의 타악기 편성이다. 2002년 예술의전당에서 초연되었으며 이후 2010년 개정하여 한문경의 연주로 세종문화회관에서 연주되었다.
류재준의 소나타 중 가장 먼저 작곡된 작품인 바이올린 소나타 ‘봄’(Sonata ‘Primavera’ per violine e pianoforte No.1)은 최정호 교수의 ‘흘러가는 이 봄에’에서 영감을 얻어 완성한 작품이다. 2008년 아츠 페스티벌 디멘션 위촉작품이며 최정호교수에게 헌정되었다.
첼로소나타(Sonata per violoncello e pianoforte)은 2011년 독일 메클렌부르크 포어포메른 페스티벌의 위촉작품으로 전쟁의 참상을 역설적인 아름다움으로 그린 작품으로 첼로와 피아노의 섬세한 감성이 정교하게 표현된 곡이다. 첼리스트 리-웨이와 피아니스트 바르트 판 데 로어가 2011년 8월 독일 Neustrelitz, Preistrager-Konzert에서 초연하였다.
서울국제콩쿠르에서 위촉, 바이올리니스트 백주영에게 헌정된 작품인 바이올린을 위한 카프리스(Caproccio per violin)는 2012년 일리야 그린골츠에 의해 초연되었다. 연주시간은 11분 내외이며 기교적이면서도 다양한 구조를 보여주는 작품이다.
류재준의 유일한 피아노 독주곡인 피아노를 위한 모음곡(Suite per pianoforte)은 3개의 푸가, 코랄, 토카타, 반음계적인 환타지 그리고 파르티타의 8개작품으로 이루어진 모음곡이다. 클라리넷 소나타(Sonata per clarinetto e pianoforte)는 2013년 앙상블오푸스 정기공연을 위해 작곡되었으며 클라리네티스트 김 한과 미쉘 레티엑에게 헌정된 작품이다. 다른 소나타들과 동일하게 4악장으로 이루어졌으며 2013년 클라리네티스트 김 한과 피아니스트 일리야 라쉬코프스키가 초연하였다.
앞선 3개의 소나타들을 통해 안정된 형식과 서정적인 어법을 지속적으로 발전시킨 작곡가 특유의 색채를 완성시킨 작품인 바이올린소나타 2번(Sonata per Violino e Pianoforte No.2)은 2014년 초연되었다.

## 수상
Gloria Artis, 2015

## 디스코그래피
- RYU, Jeajoon: Sinfonia da Requiem / Violin Concerto No. 1 (Borowicz, Borkowski)
- Eunsoo Kim/ Schumann & Ryu : Violin Sonata[깨진 링크(과거 내용 찾기)]

## 작품 목록

### Symphony orchestral work
- Rosso per Streich Orchestra (2008)
- Sinfonia da Requiem per soprano, choral ed orchestra (2008)
- Overture “Il nome della rosa (2010)
- Sinfonietta per archi (2015)

### Concerto
- Concerto per violino ed orchestra (2006/2015)
- Concerto per violoncello ed orchestra no.1(2010/2011/2016)
- Concerto per string quartet ed orchestra (2013)
- Concerto per marimba ed orchestra (2015)
- Fantasia sur un tema di Paganini per due violini ed orchestra (2016)

### Chamber work
- Bach in our age of piano trio(2001)
- Early summer per violino, violoncello e pianoforte (2009)
- Quintet per marimba e string quartet (2012)
- Tre Madrigal per violino e viola (2013)
- Quintetto per clarinetto e string Quartet (2015)
- Quintetto per Fiati (2015)
- Ciaccona per marimba e quartetto per Arch(2016)

### Sonatas and solo
- Dialogue violin clarinet e pianoforte (1995)
- Sonata ‘Primavera’ per violine e pianoforte No.1 (2008)
- Passacaglia per percussion (2010)
- Sonata per violoncello e pianoforte (2011)
- Caproccio per violin (2012)
- Suite per pianoforte (2013/2016)
- Sonata per clarinetto e pianoforte (2013)
- Sonata per Violino e Pianoforte No.2 (2014)